# Río de los Remedios
El río de los Remedios es un afluente de 15.7 km de longitud ubicado en su mayor parte en el centro y el poniente de la Ciudad de México y parte del Estado de México, discurre por las alcaldías de Gustavo A. Madero, Azcapotzalco de la Ciudad de México y los municipios de Naucalpan de Juárez, Tlalnepantla de Baz, Ecatepec de Morelos y Nezahualcóyotl del Estado de México. Sus aguas provienen del vaso regulador El Cristo, donde inicia su afluente que es incrementado por los ríos Tlalnepantla y San Javier para descargar en el Gran Canal a la altura del kilómetro 9.